# Перо, Ленье
Ленье́ Юнис Перо Хустис (исп. Lenier Eunice Peró Jústiz; род. 24 ноября 1992, Камагуэй) — кубинский боксёр-профессионал, выступающий в тяжёлой весовой категории. Участник Олимпийских игр (2016), двукратный чемпион Панамериканских игр (2011, 2015), чемпион юношеских Олимпийских игр (2010), чемпион мира среди молодежи (2010), многократный победитель и призёр международных и национальных турниров в любителях. Среди профессионалов действующий чемпион Латинской Америки по версии WBA Fedelatin (2020—2022, 2022—н. в.) в тяжёлом весе.
Лучшая позиция по рейтингу BoxRec — 25-я (февраль 2023) и является 2-м среди кубинских боксёров тяжёлой весовой категории, а среди основных международных боксёрских организаций занимает: 4-ю позицию в рейтинге WBA и 28-ю позицию в рейтинге WBC, — входя в ТОП-40 лучших тяжеловесов всего мира.

## Биография
Родился 24 ноября 1992 года в городе Камагуэй, на Кубе.
У Ленье есть младший брат, тоже боксёр Дайньер Перо.

## Любительская карьера
В мае 2010 года стал победителем чемпионата мира среди юношей, а затем в августе и юношеских Олимпийских игр в весовой категории до 91 кг. На юношеской Олимпиаде в финале победив своего ровесника итальянца Фабио Турчи (который в 2015 году ушёл в профессионалы и на июнь 2019 года уже имеет внушительный рекорд в профессионалах (17-0, 13 KO).
В феврале 2011 года стал серебряным призёром в весе до 91 кг международного турнира «Странджа». А в октябре 2011 года стал победителем Панамериканских игр в Гвадалахаре (Мексика) в тяжёлом весе (до 91 кг), в финале победив опытного боксёра из Эквадора Хулио Кастильо.
В июле 2015 года вновь стал победителем Панамериканских игр в Торонто (Канада) уже в супертяжёлом весе (свыше 91 кг), в финале победив опытного венесуэльца Эдгара Муньоса. А в октябре 2015 года принимал участие в мировом первенстве в Дохе (Катар), но в 1/8 финала турнира по очкам (счёт: 1:2) проиграл боксёру из Узбекистана Баходиру Жалолову.

### Олимпийские игры 2016 года
По состоянию на 17 февраля 2016 года занимал 6-е место в рейтинге AIBA с 840 очками.
И в августе 2016 года выступил на Олимпийских играх в Рио-де-Жанейро (Бразилия), где в 1/8 раунде соревнований победил (3:0) опытного итальянца Гвидо Вианелло. Но в четвертьфинале соревнований потерпел поражение техническим нокаутом от опытного хорвата Филипа Хрговича — ставшего в итоге бронзовым призёром Олимпиады 2016 года.

## Профессиональная карьера
25 мая 2019 года Ленье Перо начал профессиональную боксёрскую карьеру в Германии, победив техническим нокаутом в 1-м же раунде опытного 41-летнего украинского боксёра Максима Педюру (14-13-1).
11 декабря 2020 года в Буэнос-Айресе (Аргентина) победил нокаутом во 2-м раунде аргентинца Хорхе Алехандро Ариаса (9-1-1), и завоевал вакантный титул чемпиона Латинской Америки по версии WBA Fedelatin в тяжёлом весе.
1 января 2022 года в Холливуде (США) единогласным решением судей (счёт: 77-75, 78-74 — дважды) победил небитого соотечественника Геовани Брусона (6-0).

### Бой с Виктором Выхристом
11 февраля 2023 года в городе Сан-Антонио (США) состоялся бой с непобежденным украинцем Виктором Выхристом (11-0, 7 КО). Выхрист работал первым номером, начиная свои атаки с джеба. Тем временем Перо со старта сделал ставку на удары по корпусу которые впоследствии принесут свои плоды. Во 2-м раунде украинец пропустил неприятный кросс, но реабилитировался за это в следующей трехминутке, когда в концовке потряс соперника левым чек-хуком.
Выхрист владел инициативой, тогда как Перо решил действовать на контратаках. В 6-м раунде кубинец нанес удар ниже пояса. Выхрист набирал очки за счёт джеба, но в 8-м раунде Перо взорвался комбинацией из удара по корпусу и в голову. Выхрист после этого растерялся и попросту остановился. Кубинец выбросил еще несколько ударов, прежде чем рефери дал отмашку. После боя Выхрист объяснил причину досрочного поражения: «После шестого раунда у меня стали болеть рёбра, но я решил продолжить бой, — рассказал Виктор. — Боль усиливалась и не позволяла мне боксировать в полную силу. Я понимал, что выигрываю и контролирую бой, но после пропущенного удара в восьмом раунде боль стала настолько невыносимой, что я уже не мог двигаться. Я выигрывал по очкам, но травма принесла победу сопернику».

### Борьба за титул Чемпиона мира WBA
В конце августа 2023 года Всемирная боксёрская ассоциация (WBA) назначила бой между новоиспечённым чемпионом мира Мануэлем Чарром (34-4) и 5-м номером рейтинга Джарреллом Миллером (26-0-1) за титул регулярного чемпиона мира по версии WBA. А также в WBA решили, что победитель этого боя, будучи регулярным чемпион мира WBA должен провести обязательную защиту со свободным бойцом, у которого будет самая высокая рейтинговая позиция в ТОП-15 от WBA. И такими бойцами в первую очередь из ТОП-5 являются: Деонтей Уайлдер (#1), Мартин Баколе (#2), Энтони Джошуа (#3) и Ленье Перо (#4). В итоге мини-турнир не смогли организовать, никто из названных боксеров друг с другом не встретился, а чемпионский бой Чарр - Миллер отменили ввиду отсутствия инвесторов.

#### Бой с Гильермо Рубеном Андино
29 сентября 2023 года в Голливуде (Флорида) одержал быструю победу над аргентинским джорнименом Гильермо Рубеном Андино (17-9, 6 КО). Перо два раза отправил в нокдаун соперника уже в первом раунде, после чего рефери остановил бой зафиксировав победу техническим нокаутом. 

#### Бой с Донни Палмером
22 марта 2024 года в Голливуде (Флорида) нокаутировал в первом раунде двухметрового (208 см) американца Донни Палмера (12-3-1, 10 КО). 

#### Бой с Детрейлосом Вебстер
18 апреля 2025 года в Орландо (США) прошел вечер бокса от Boxlab Promotions с трансляцией на DAZN. Перо встретился с 36-летним Детрейлосом Вэбстером. Бой продлился все 10-ть раундов и прошел под диктовку Перо: он шёл вперед, был острее в атаках и имел больше попаданий. Периодически Вэбстер взрывался и попадал в кубинского фаворита, у него были успешные отрезки раундов, как в начале так и в концовке боя. Кубинец же хорошо работал по корпусу, это была его стратегия, однако в 9-м отрезке боя с него были сняты два очка за удары ниже пояса. Счёт судей составил единогласные: 98-90 и дважды 96-92 в пользу Ленье Перо.

## Статистика профессиональных боёв
В таблице перечислены результаты всех поединков боксёров.
В каждой строке указан результат поединка. Дополнительно номер поединка обозначен цветом, который обозначает итог поединка. Расшифровка обозначений и цветов представлена в нижеследующей таблице.
| Пример | Расшифровка                     |
| ------ | ------------------------------- |
|        | Победа                          |
|        | Ничья                           |
|        | Поражение                       |
|        | Планируемый поединок            |
|        | Поединок признан несостоявшимся |
| КО     | Нокаут                          |
| ТКО    | Технический нокаут              |
| PTS    | Решение судей (по очкам)        |
| UD     | Единогласное решение судей      |
| MD     | Решение большинства судей       |
| SD     | Раздельное решение судей        |
| RTD    | Отказ от продолжения боя        |
| DQ     | Дисквалификация                 |
| NC     | Поединок признан несостоявшимся |

| 12 поединков, 12 побед (8 нокаутом). | 12 поединков, 12 побед (8 нокаутом). | 12 поединков, 12 побед (8 нокаутом). | 12 поединков, 12 побед (8 нокаутом). | 12 поединков, 12 побед (8 нокаутом).                                       | 12 поединков, 12 побед (8 нокаутом). | 12 поединков, 12 побед (8 нокаутом). |
| Бой                                  | Рекорд                               | Дата боя                             | Соперник                             | Место проведения боя                                                       | Результат                            | Дополнительно |
| ------------------------------------ | ------------------------------------ | ------------------------------------ | ------------------------------------ | -------------------------------------------------------------------------- | ------------------------------------ | --- |
| 10                                   | 10-0                                 | 29 сентября 2023                     | Гильермо Рубен Андино (17-8)         | Seminole Hard Rock Hotel & Casino, Холливуд, Флорида, США                  | TKO 1 (10), 2:23                     | Андино два раза в нокдауне. |
| 9                                    | 9-0                                  | 11 февраля 2023                      | Виктор Выхрист (11-0)                | Alamodome, Сан-Антонио, Техас, США                                         | TKO 8 (10), 2:28                     | Счёт на момент остановки: 68-65, 66-67, 65-68. Защитил титул чемпиона Латинской Америки по версии WBA Fedelatin (3-я защита Перо) в тяжёлом весе. |
| 8                                    | 8-0                                  | 20 августа 2022                      | Джоэл Коудли (9-6-2)                 | Seminole Hard Rock Hotel & Casino, Холливуд, Флорида, США                  | KO 1 (8), 2:29                       | |
| 7                                    | 7-0                                  | 7 мая 2022                           | Эктор Перес (7-4)                    | Hialeah Park Racing & Casino, Хайалиа, Флорида, США                        | TKO 3 (10), 2:04                     | Защитил титул чемпиона Латинской Америки по версии WBA Fedelatin (2-я защита Перо) в тяжёлом весе.                                                |
| 6                                    | 6-0                                  | 1 января 2022                        | Джеовани Брусон (6-0)                | Seminole Hard Rock Hotel & Casino, Холливуд, Флорида, США                  | UD 8 (8)                             | Счёт судей: 77-75, 78-74 (дважды). |
| 5                                    | 5-0                                  | 26 июня 2021                         | Думар Карраскал (6-3)                | Discoteca Kilymandiaro, Пуэрто-Коломбия, Колумбия                          | KO 1 (11), 1:51                      | Защитил титул чемпиона Латинской Америки по версии WBA Fedelatin (1-я защита Перо) в тяжёлом весе.                                                |
| 4                                    | 4-0                                  | 11 декабря 2020                      | Хорхе Алехандро Ариас (9-1-1)        | Estadio Mary Teran de Weiss, Буэнос-Айрес, Аргентина                       | KO 2 (10)                            | Завоевал вакантный титул чемпиона Латинской Америки по версии WBA Fedelatin в тяжёлом весе.                                                       |
| 3                                    | 3-0                                  | 21 сентября 2019                     | Павел Дорошилов (3-1)                | Sporthalle, Цинновиц, Мекленбург-Передняя Померания, Германия              | MD 6 (6)                             | Счёт судей: 59-56, 58-56, 57-57. |
| 2                                    | 2-0                                  | 15 июня 2019                         | Артур Кубяк (2-1)                    | Sport and Congress Center, Шверин, Мекленбург-Передняя Померания, Германия | UD 6 (6)                             | Счёт судей: 60-54 (трижды). |
| 1                                    | 1-0                                  | 25 мая 2019                          | Максим Педюра (14-13-1)              | OSZ Sporthalle, Виттенберге, Бранденбург, Германия                         | TKO 1 (6), 1:59                      | Профессиональный дебют. |
| Бой                                  | Рекорд                               | Дата боя                             | Соперник                             | Место проведения боя                                                       | Результат                            | Дополнительно |